# Anthrax artemesia
Anthrax artemesia är en tvåvingeart som beskrevs av Marston 1963. Anthrax artemesia ingår i släktet Anthrax och familjen svävflugor. Inga underarter finns listade i Catalogue of Life.